# Eubosmina coregoni
Eubosmina coregoni är en kräftdjursart som först beskrevs av Baird 1857.  I den svenska databasen Dyntaxa används istället namnet Bosmina coregoni. Enligt Catalogue of Life ingår Eubosmina coregoni i släktet Eubosmina och familjen Bosminidae, men enligt Dyntaxa är tillhörigheten istället släktet Bosmina och familjen Bosminidae. Arten är reproducerande i Sverige. Inga underarter finns listade i Catalogue of Life.